# Чарчян, Завен Вартанович
Завен Вартанович Чарчян (арм. Զավեն Վարդանի Չարչյան; 7 августа 1912, село Кохб, Эриванская губерния Российской Империи  — 2001)  — советский армянский хозяйственный, государственный и политический деятель. Председатель Исполнительного комитета Ереванского совета депутатов трудящихся с 20 мая 1943 по 4 сентября 1944.

## Биография
Завен Чарчян родился в 1912 году в селении Кохб (ныне Тузлуджа) Сурмалинского уезда Эриванской губернии (с 1920 года по Александропольскому договору эта территория стала частью Турции). Окончил начальную школу в Ереване. В 1931 году окончил Ереванский электромеханический техникум и начал работать на электростанции. Параллельно с 1934 по 1940 год учился в Ереванском политехническом институте на химическом факультете.
С 1940 года на хозяйственной работе в Ереванском городском совете. 20 мая 1943 года был избран председателем Исполнительного комитета Ереванского совета депутатов трудящихся. 4 сентября 1944 года покинул этот пост, его сменил Ашот Казарян.
Учился в дипломатической школе в Москве. Занимал должность заместителя председателя Армянского общества культурных связей с зарубежными странами.
Скончался в 2001 году.